# Disturbo dipendente di personalità
Il disturbo dipendente di personalità, in passato noto anche come disturbo da personalità astenica è un disturbo di personalità caratterizzato da una pervasiva dipendenza psicologica da altre persone, da cui si ricerca protezione o approvazione. Questo disturbo è una condizione a lungo termine in cui le persone dipendono dagli altri per soddisfare i loro bisogni emotivi e fisici, con solo una minoranza che raggiunge livelli normali di indipendenza. Esso è anche caratterizzato da eccessiva paura e ansia. Comincia dalla prima età adulta, ed è presente in una varietà di contesti ed è associato ad un funzionamento inadeguato.
In certi casi vi è la necessità continua di sviluppare e/o mantenere rapporti sociali con alcune persone di riferimento, nonché della necessità di rendersi indispensabili per le persone più care, questo per evitare un possibile abbandono. Anche un piccolo segno di allontanamento può essere percepito come tale e quindi la persona si adopera per diventare indispensabile per l'altro, o dipendente da esso in modo tale da poter scongiurare tale pericolo, sperimentando talvolta fasi ossessivo-compulsive di ricerca di certezze, sicurezze e conforto da parte di altre persone (normalmente familiari e/o amici in generale), in una forma talvolta paragonabile alla depressione e spesso collegata a cause scatenanti collaterali quali traumi infantili o problematiche esistenziali.
Vi sono alcune somiglianze o coesistenza con aspetti di altri disturbi (es. disturbo evitante di personalità per il timore e l'ansia sociale, disturbo borderline di personalità per la personalità abbandonica, disturbo schizotipico o schizoide per l'isolamento sociale extrafamigliare).
Il soggetto, che può mostrare tratti di immaturità psicoaffettiva in presenza però di normale sviluppo mentale, può aver avuto da giovane o da bambino anche una malattia o una disabilità, per cui si sente insicuro e vorrebbe rivivere il periodo in cui era oggetto di cure assidue. Il DDP è incluso nel DSM-5. A partire dal DSM-III il disturbo di personalità passivo-aggressivo è stato incluso nel disturbo dipendente come una sua variante. Fa parte del gruppo C dei disturbi della personalità.

## Fattori e comportamenti tipici

### Bassa autostima
Chi soffre di questo disturbo ha una percezione tipica di sé che lo porta come conseguenza ad avere una bassa autostima. Normalmente le persone con questo disturbo si sentono inadeguate rispetto agli altri, come se avessero qualcosa di meno che le porta a sentirsi inferiori; si percepiscono infatti sbagliate. Tale considerazione le rende quindi insicure e con bassa autostima e questo si ripercuote sul loro modo di relazionarsi con le persone e sul ruolo che gli altri rivestono nella loro vita.

### Persone di riferimento
Essi sentono il bisogno solitamente di una persona di riferimento, da cui sentirsi protetti e guidati, che può essere un genitore, un famigliare stretto, un amico, il partner (se ne hanno uno), o collega più esperto, sul lavoro.
Un'abilità che questi soggetti hanno di solito ben sviluppata è la capacità di comprendere in anticipo i bisogni della persona a loro cara, così da anticiparli sul tempo. In questo modo sperano di insinuare nella mente della persona interessata l'idea che loro sono essenziali per la sua felicità e benessere; questo li salvaguarderà da eventuali pensieri negativi che l'altra persona possa fare su di loro.
Tuttavia, in alcuni momenti della loro vita, potrebbero ritrovarsi senza un partner o senza relazioni comunque importanti per loro e questo è molto distruttivo. La loro esistenza diventa vuota e inutile; stati d'animo come il vuoto, sensazione di inutilità, depressione e tristezza prendono il sopravvento.
Descritti in questo modo, questi soggetti sembrerebbero non avere una volontà e degli interessi propri, mentre in realtà non sono degli automi privi di scopi personali guidati solo dalla volontà altrui. Essi hanno, come tutti gli altri, anche interessi e scopi personali e sono in grado di riconoscere se questi non combaciano con quelli della persona a loro cara, ma sono così bisognosi dell'approvazione del partner che non riescono a mettere in atto i comportamenti necessari al raggiungimento dei loro personali fini, se questi non combaciano con la volontà altrui.
Sono quindi le relazioni che guidano le loro scelte, anche nel caso in cui le aspettative degli altri non siano in sintonia con le loro avvertono il bisogno di adattarsi. Questo gli provoca però a livello emotivo un senso di frustrazione, rabbia e costrizione che a loro volta gli fanno credere che la relazione sia instabile. Questo viene interpretato come segno precursore di abbandono (la cosa che temono di più), quindi la loro priorità torna quella di soddisfare i desideri del partner, ricreando così uno stato di tranquillità in essi.
Questo disturbo colpisce sia soggetti di sesso femminile e maschile in ugual misura, con lieve prevalenza per le donne, a partire da giovane età.

### Personalità dipendentepassivo-aggressiva
Talvolta avviene nel paziente una ribellione interna alla dipendenza da altri, generando una personalità passivo-aggressiva (caratteristica di diversi disturbi; nel DSM III e IV era inserita come variante del disturbo dipendente). In essa il soggetto tende a fare ostruzionismo senza opporsi apertamente (per timore di perdere la propria posizione o la benevolenza altrui) a cose che non gradisce, appare incapace o passivo, ma mira nascostamente a evitare le responsabilità, a controllare e/o punire gli altri; questi soggetti accettano, spesso con lamentele, di eseguire compiti che non vogliono svolgere e poi li compromettono, spesso sabotandoli e, col tempo, diventano sempre più ostili e arrabbiati con il mondo esterno.
È difficile individuare nella maggior parte dei casi il comportamento con cui si manifesta questa condizione nel soggetto in esame: si possono avere casi di comportamento remissivo/depressivo come ossessivo/aggressivo e in casi particolarmente complessi e intersecati con altri disturbi paralleli si possono verificare entrambi i comportamenti, succedendosi fra di loro in modo repentino. Queste persone, inoltre, non sono capaci di stare da sole e, nel caso ci si dovessero ritrovare, percepiscono la loro esistenza e loro stessi come inutili e vuoti e tutto per loro perde di attrazione, cadendo quindi in uno stato depressivo.

## Sintomi
Elenco di comportamenti e sintomi tipici per capire se si è a rischio di questo disturbo:
- Difficoltà nel far vedere che non si è d'accordo con le idee degli altri per paura di perderne l'approvazione.
- Preferenza nell'affidare alcune responsabilità che riguardano la gestione di alcuni aspetti nella propria vita ad altre persone.
- Scarsa capacità in generale di decidere per se stessi senza essere rassicurati dagli altri.
- Difficoltà nel perseguire i propri scopi se questi non sono appoggiati da qualcuno.
- Sensazione di disagio, vuoto e depressione quando si è soli e timore eccessivo di non saper provvedere a se stessi.
- Bisogno di una relazione di compensazione al termine di una relazione importante.
- Timore di non poter contare sui consigli di qualcuno nelle decisioni inerenti ai propri bisogni.

## Somiglianze con altri disturbi
Alcuni sintomi di questo disturbo sono riscontrabili anche in altri disturbi, che però differiscono rispetto a questo in alcune caratteristiche. Ad esempio, nel disturbo borderline di personalità le caratteristiche in comune sono la paura costante di abbandono gli stati di vuoto tipici dei momenti depressivi e l'idea che ci sia qualcosa di sbagliato nella propria persona nel senso caratteriale, ma le relazioni non sono instabili e variabili come nel borderline; inoltre, non è presente la stessa instabilità mentale tipica del soggetto borderline.
Altra somiglianza la riscontriamo nel disturbo istrionico di personalità; infatti, in tutti e due i disturbi può essere presente una percezione di sé come persona non capace di stare bene da sola e di provvedere a se stessa autonomamente, ma la differenza è che nel disturbo istrionico di personalità è presente un forte bisogno di essere sempre al centro dell'attenzione, cosa invece non presente in questo disturbo, dove il bisogno predominante è il desiderio di accettazione.
Un'altra similitudine è con il disturbo evitante di personalità e il disturbo schizotipico di personalità, ma la discreta paranoia del soggetto (non delirante o paranoide) o la sua paura sono nel DDP accentuati, nel caso resti solo. Spesso il soggetto può sembrare anche gradire o accettare un certo livello di solitudine relativa (preferendo magari la compagnia di pochi), poiché teme il giudizio altrui, ma in realtà - con elementi di scissione della personalità (il soggetto vorrebbe talvolta l'autonomia ma la teme) - se essa è totale o grande lo mette enormemente a disagio, facendolo sentire abbandonato e inerme. Il dipendente può accettare di buon grado la compagnia, se si sente protetto dalle figure di riferimento.
Come altri disturbi di personalità, può essere presente l'organizzazione borderline di personalità.

## Comorbilità
Vi è possibile comorbilità con disturbo ossessivo-compulsivo (per la presenza di alessitimia nel DDP, ossia di difficoltà nell'identificazione delle emozioni e di distinzione delle stesse dalle sensazioni fisiche, con incapacità di descriverle agli altri, ma anche con disturbi psicosomatici in cui consciamente o inconsciamente il soggetto appare debole per attirare l'attenzione e l'aiuto di cui sente che necessita, come - senza cadere nell'isteria vera più tipica del disturbo istrionico grave - disturbo da conversione, ipocondria e disturbo somatoforme.

## Criteri diagnostici (DSM5 TR)
Secondo il DSMIV e 5 il paziente è così descrivibile:
1. La persona ha difficoltà a prendere le decisioni quotidiane senza richiedere un'eccessiva quantità di consigli e rassicurazioni.
2. Ha bisogno che altri si assumano la responsabilità per la maggior parte dei settori della sua vita.
3. Ha difficoltà ad esprimere disaccordo verso gli altri per il timore di perdere supporto o approvazione (nota per il clinico: non vanno inclusi timori realistici di punizioni).
4. Ha difficoltà ad iniziare progetti o a fare cose autonomamente (per una mancanza di fiducia nel proprio giudizio o nelle proprie capacità piuttosto che per mancanza di motivazione od energia).
5. Può giungere a qualsiasi cosa pur di ottenere accudimento e supporto da altri, fino al punto di offrirsi per compiti spiacevoli.
6. Si sente a disagio e indifeso quando è solo per timori esagerati di essere incapace a provvedere a se stesso.
7. Quando termina una relazione stretta ricerca urgentemente un'altra relazione come fonte di accudimento e di supporto.
8. Si preoccupa in modo non realistico di essere lasciato a provvedere a sé stesso.

Come altri disturbi di personalità, la diagnosi è differenziale e clinica ma anche visibile al test di Rorschach.

### Sottotipi di Millon
Theodore Millon ha identificato cinque sottotipi di DDP:
| Sottotipo               | Descrizione                                                    | Tratti di personalità |
| ----------------------- | -------------------------------------------------------------- | --- |
| Dipendente inquieto     | Comprende caratteristiche del disturbo evitante di personalità | Irrequieto, perturbato; sconcertato e irritabile; sente paura e presentimento; apprensivo e vulnerabile all'abbandono; si sente solo se non vicino a figure di supporto.            |
| Dipendente altruista    | Include tratti di masochismo                                   | Si fonde e si immerge in un altro; è inghiottito, avvolto, assorbito, incorporato, rinunciando volontariamente alla propria identità; diventa tutt'uno o un'estensione di un altro. |
| Dipendente immaturo     | Variante del modello puro                                      | Non sofisticato, cresciuto a metà, non in grado di affrontare, infantile; non sviluppato, inesperto, ingenuo e non formato; incapace di assumere responsabilità da adulto.          |
| Dipendente accomodante  | Include tratti del disturbo istrionico di personalità          | Appare grazioso, vicino, desideroso, benevolo, rispettoso, premuroso, gradevole; nega sentimenti inquietanti; adotta un ruolo sottomesso e inferiore.                               |
| Dipendente ineffettuale | Include tratti del disturbo schizoide di personalità           | Improduttivo, incapace di guadagno, incompetente, senza merito; cerca una vita senza problemi; si rifiuta di affrontare le difficoltà; non turbato dalle mancanze.                  |

## Terapia
I sintomi più pervasivi possono essere trattati con i farmaci (SSRI, antipsicotici, ecc.) ma occorre un'adeguata psicoterapia di supporto per ristrutturare la personalità e aiutare il soggetto ad affrontare i sintomi e le sue paure, senza ricorrere all'aiuto di persone di riferimento o senza cadere in sintomatologie paranoico-ossessive.